# Московский центр Карнеги
Моско́вский це́нтр Ка́рнеги (англ. Carnegie Moscow Centre) — аналитический центр, занимавшийся изучением проблем российской внутренней и внешней политики, общества, международных отношений, международной безопасности, экономики.
Центр в Москве являлся подразделением Фонда Карнеги за международный мир (англ. Carnegie Endowment for International Peace). Помимо офиса в Вашингтоне и Московского центра отделения Фонда работают в Пекине, Бейруте, Нью-Дели и Брюсселе.
В соответствии с распоряжением Министерства юстиции Российской Федерации от 8 апреля 2022 года Московский центр Карнеги, представлявший в России Фонд Карнеги за международный мир (США), прекратил свою работу.

## История
Решение об открытии Московского центра Карнеги было принято в 1992 году. В 1993 года президент России Борис Ельцин подписал соответствующий указ, а в 1994 году подразделение Фонда Карнеги за международный мир в Москве начало свою работу.
В различное время директорами центра были:
- Питер Фишер (1993—1994)
- Рихард Бургер (1994—1997)
- Скотт Бракнер (1997—1999)
- Алан Руссо (1999—2001)
- Роберт Нурик (2001—2003)
- Эндрю Качинс (2003—2006)
- Роуз Геттемюллер (2006—2008)
- Дмитрий Тренин (2008—2022).

## Место в рейтингах
Пенсильванский университет ежегодно с 2008 года выпускает рейтинг «Global Go To Think Tank Index Reports», где собраны лучшие аналитические центры мира. Московский центр Карнеги занимал следующие места в рейтинге:
| Год      | Год                              | 2008  | 2009  | 2010  | 2011  | 2012  | 2013  | 2014   | 2015   | 2016   | 2017   | 2018   | 2019   | 2020   |
| -------- | -------------------------------- | ----- | ----- | ----- | ----- | ----- | ----- | ------ | ------ | ------ | ------ | ------ | ------ | ------ |
| Место    | в Восточной Европе               | 1     |       |       |       |       |       |        |        |        |        |        |        |        |
| Место    | в Центральной и Восточной Европе |       | 1     | 1     | 1     | 2     | 2     | 1      | 2      | 2      | 2      | 4      | 3      | 5      |
| Место    | в мире                           |       |       | 29    | 21    | 29    | 28    | 26     | 24     | 24     | 25     | 27     | 26     | 26     |
| Источник | Источник                         | [ 4 ] | [ 5 ] | [ 6 ] | [ 7 ] | [ 8 ] | [ 9 ] | [ 10 ] | [ 11 ] | [ 12 ] | [ 13 ] | [ 14 ] | [ 15 ] | [ 16 ] |

## Деятельность
Московский центр Карнеги проводил круглые столы, презентации, семинары и конференции, в которых участвовали представители российского и зарубежного политического спектра, сотрудники государственных и негосударственных институтов, деятели науки, бизнеса и СМИ.
Московский центр Карнеги вел издательскую деятельность: публиковал статьи, политические обзоры, рабочие материалы, доклады, брошюры, книги — в общей сложности до 30 наименований в год. Публикации Центра Карнеги выходят на русском, английском либо на обоих языках и распространяются в России и за её пределами.
На протяжении 18 лет Центр издавал ежеквартальный журнал Pro et Contra, посвящённый актуальной российской и международной проблематике. Последний номер журнала вышел в августе 2014 г.
В своей деятельности Московский центр Карнеги тесно сотрудничал с Российско-Евразийской программой Фонда Карнеги в Вашингтоне.
Через год после закрытия Московского центра Фонд Карнеги открыл Берлинский центр Карнеги по изучению России и Евразии. В него перешла большая часть экспертов Московского центра Карнеги; новым директором стал Александр Габуев.

## Критика
Джеймс Кирчик отмечает, что первоначально Московский центр Карнеги обеспечивал независимый и надежный анализ политики России. Однако, после президентских выборов 2012 года и репрессий против демократических протестов из центра уволились или были уволены три ведущих аналитика: Лилия Шевцова, Николай Петров и Мария Липман, которые были активными критиками политики Путина. Опрошенные автором представители вашингтонских «мозговых центров» согласились с утверждением, что «Карнеги решил сделать ставку на сохранение своего присутствия в Москве, жертвуя своей интеллектуальной независимостью и аналитической строгостью». По словам бывших сотрудников центра, Липман и Петрова, в публикациях Карнеги баланс мнений сместился к точке зрения Кремля. Это позволило Московскому центру Карнеги избежать репрессий, направленных против других аналогичных организаций. Аналогичное смещение позиции Кирчик находит и у головного офиса Карнеги в Вашингтоне

## Эксперты
На начало 2021 года экспертами Московского центра Карнеги являлись:
- Дмитрий Тренин — директор, председатель научного совета и программы «Внешняя политика и безопасность»;
- Андрей Колесников — руководитель программы «Российская внутренняя политика и политические институты»;
- Александр Габуев — руководитель программы «Россия в Азиатско-Тихоокеанском регионе»;
- Андрей Мовчан — приглашённый эксперт программы «Экономическая политика»;
- Александр Баунов — главный редактор Carnegie.ru;
- Максим Саморуков — приглашённый эксперт;
- Татьяна Становая — заместитель главного редактора Carnegie.ru.
- Артём Шрайбман — приглашенный эксперт Московского Центра Карнеги